# Taksigelseskirken
Taksigelseskirken ligger på Jagtvej på Østerbro i Københavns Kommune.

## Historie
Sognets første kirke var Aldersro Kirke i Aldersrogade, en vandrekirke bygget i kokolith (gips og kokosnøddeskaller), som tidligere havde tjent som midlertidig kirke i Mariendals Sogn. Den var tegnet af Aage Bugge og kom til Aldersro i 1908.
Den permanente kirke fik navnet Taksigelseskirken (se billedet af mindepladen), og blev taget i brug i 1927. Den er tegnet af Frederik Kiørboe.

## Kirkebygningen
Bygningen er i røde mursten og med røde tegl. Bortset fra blændingerne på den øverste del af tårnet, er der ingen udsmykninger i murværket. Vinduerne til kirkerummet sidder på gavlformede fremspring, der indefra fremstår som dybe vinduesnicher.
Kirkerummet er hævet over gadeplan, for at give plads til vinduer til en stor krypt (kordegnekontor og mødelokaler), hvilket får bygningen til at virke meget høj.
- Tårn
- Tårnindgang
- Mindeplade på siden af tårnet.

## Interiør

### Altertavle
Altertavlen er malet af Ellen Hofman Bang og forestiller 'Kristi genkomst' og 'Dommedag'.

### Prædikestol
Tekst mangler, hjælp os med at skrive teksten

### Døbefont
Tekst mangler, hjælp os med at skrive teksten

### Orgel
Orglet har 22 stemmer og er bygget af Frobenius. Det er fra 1970.

## Gravminder
Der er ingen begravelser ved kirken.

### Literatur
- Storbyens virkeliggjorte længsler ved Anne-Mette Gravgaard. Kirkerne i København og på Frederiksberg 1860-1940. Foreningen til Gamle Bygningers Bevaring 2001. ISBN 87-87546-18-3

## Eksterne kilder og henvisninger
- Taksigelseskirken hos KortTilKirken.dk